# Chelidonura punctata
Chélidonure ponctuée
Espèce
Chelidonura punctata est une espèce de gastéropodes marins de la famille des Aglajidae.

## Description
Cette espèce peut mesurer jusqu'à 30 mm mais est bien souvent de taille inférieure. Comme tous les Chelidonura, Chelidonura punctata est doté de deux extensions postérieures ressemblant à des « queues », la gauche est plus longue que la droite.
La livrée de cette espèce est sombre allant du brun au noir avec de nombreux points jaunes ou orange. La partie dorsale de l'animal est partiellement recouverte par le repli du parapode, sorte d'extension latérale fine du pied de l'animal formant deux lobes qui se replient sur le dos. Les bords des parapodes de Chelidonura punctata ont un liseré blanc.
Le corps étiré est composé d'une tête dite « bouclier céphalique » de par sa forme, il n'y a pas de rhinophores mais une paire de récepteurs chimiques situés de chaque côté de la tête un peu en retrait du bouclier, dits les organes d'Hancock caractéristiques de l'ordre des Cephalaspidea. 
Autre particularité physique de ce genre est la présence de soies sensorielles très développées sur la partie antérieure de l'animal servant à détecter les éventuelles proies.

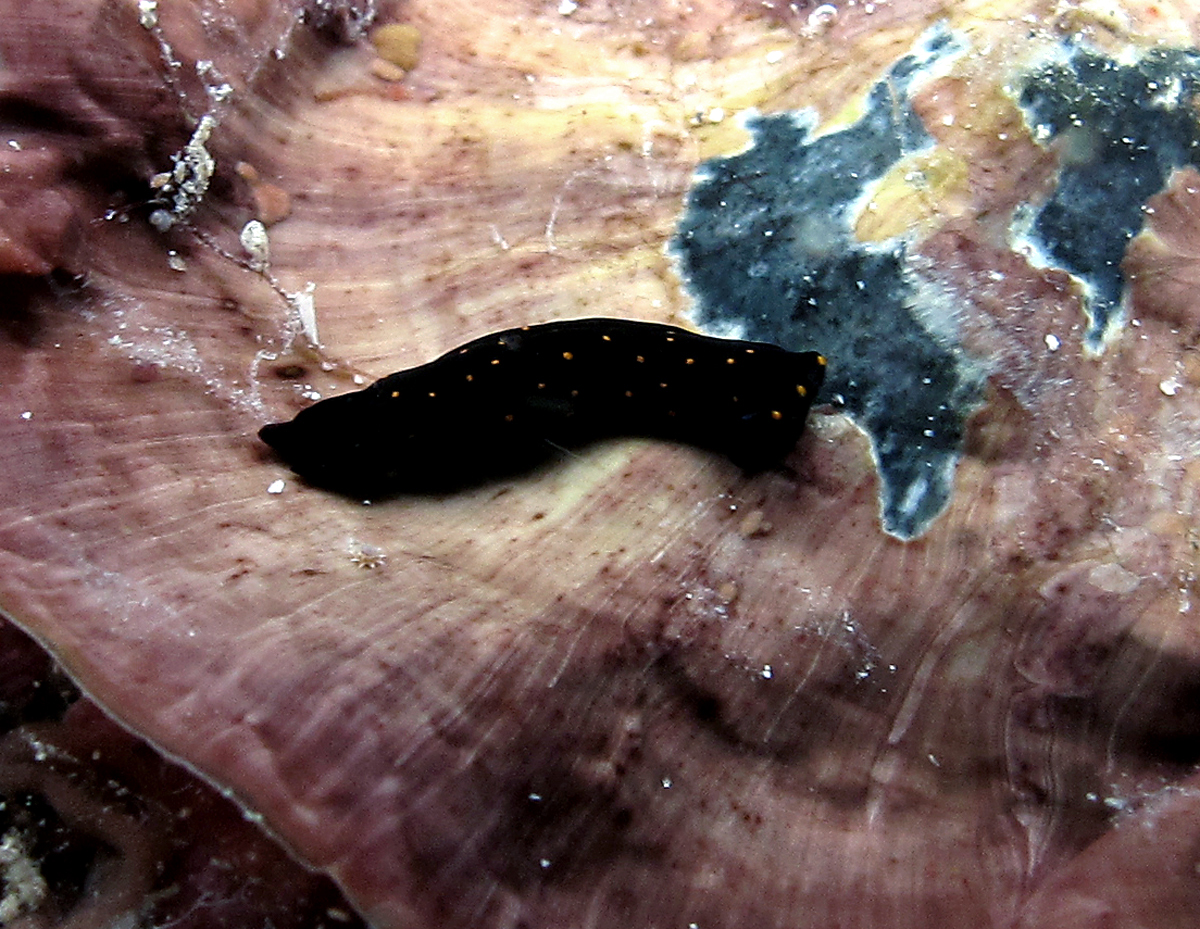
à La Réunion.
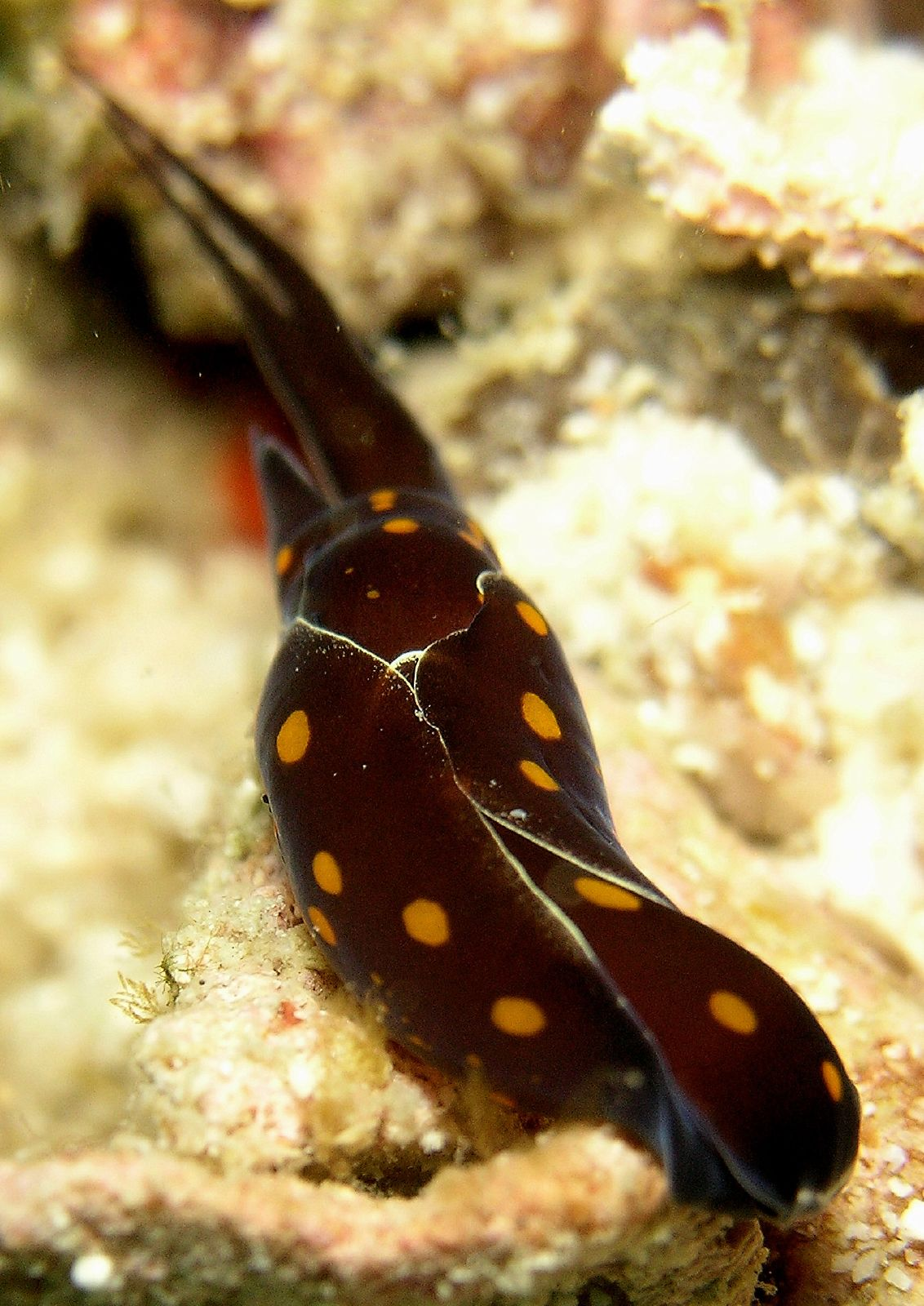

## Distribution
Cette espèce se rencontre dans la zone tropicale de l'Océan Indien.

## Habitat
Son habitat de prédilection correspond aux récifs coralliens en eau peu profonde.

## Éthologie
Ce Cephalaspidé est un animal fouisseur benthique et a une activité tout aussi bien diurne que nocturne.

## Alimentation
Chelidonura hirundinina est un prédateur carnivore qui se nourrit de petits vers polychètes de plus de 50 mm.